# Pilea lucens
Pilea lucens är en nässelväxtart. Pilea lucens ingår i släktet pileor, och familjen nässelväxter.

## Underarter
Arten delas in i följande underarter:
- P. l. lucens
- P. l. triplinervis